# Fyrprickig larvjägare
Fyrprickig larvjägare, Dendroxena quadrimaculata är en skalbaggsart som först beskrevs av Giovanni Antonio Scopoli 1772.  Fyrprickig larvjägare ingår i släktet Dendroxena, och familjen asbaggar, Silphidae. Enligt den finländska rödlistan är arten nationellt utdöd i Finland. Arten har en livskraftig (LC) population i Sverige. Artens livsmiljö är naturlundskogar.

## Bildgalleri

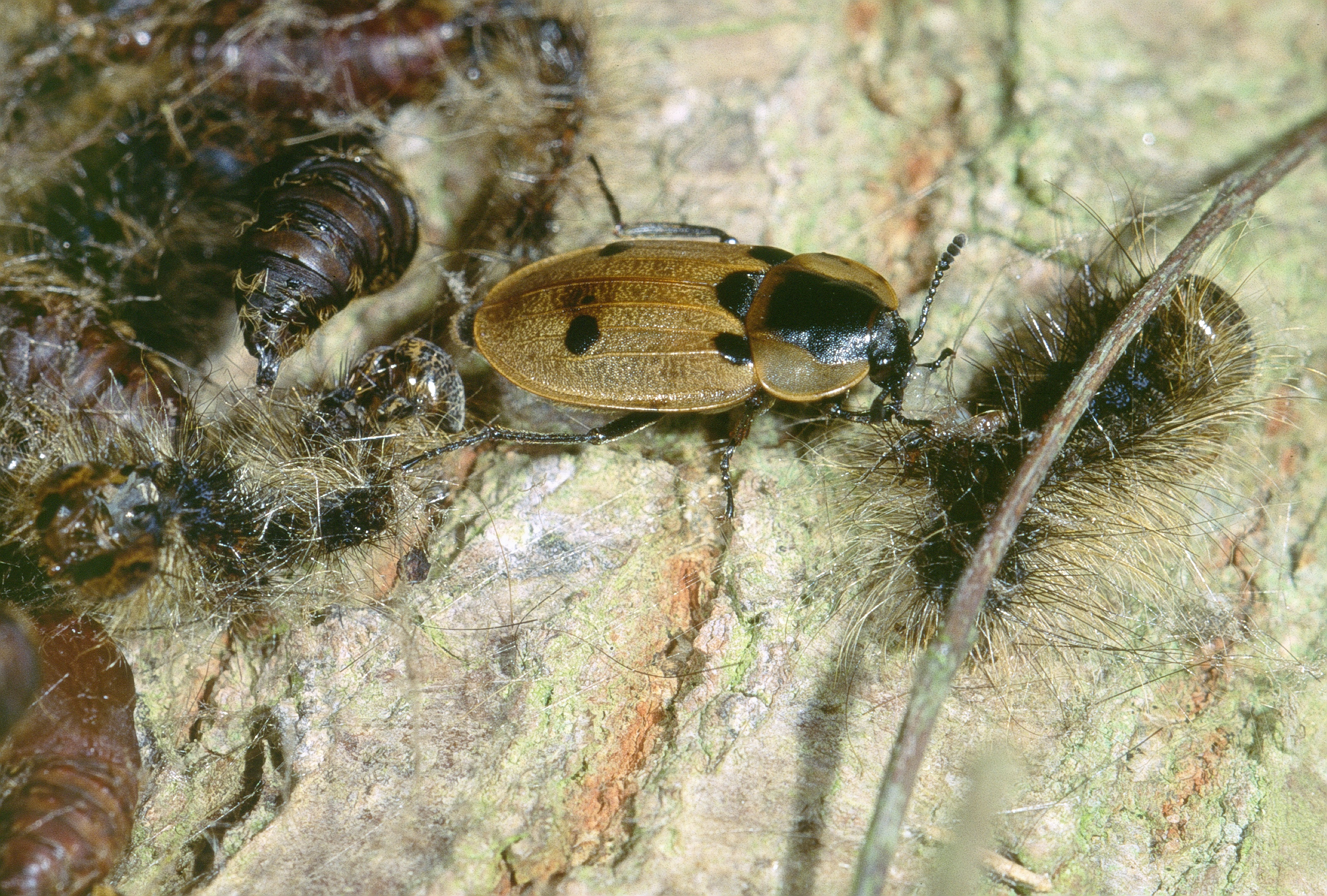
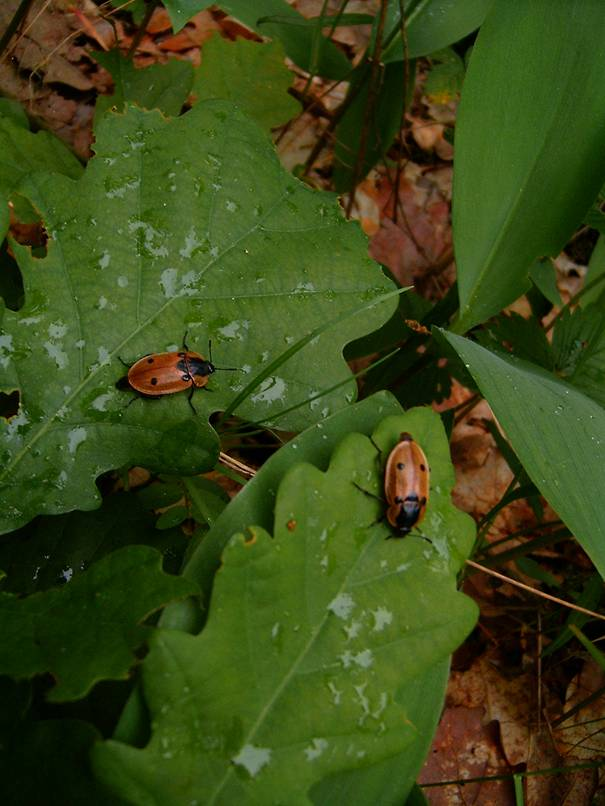
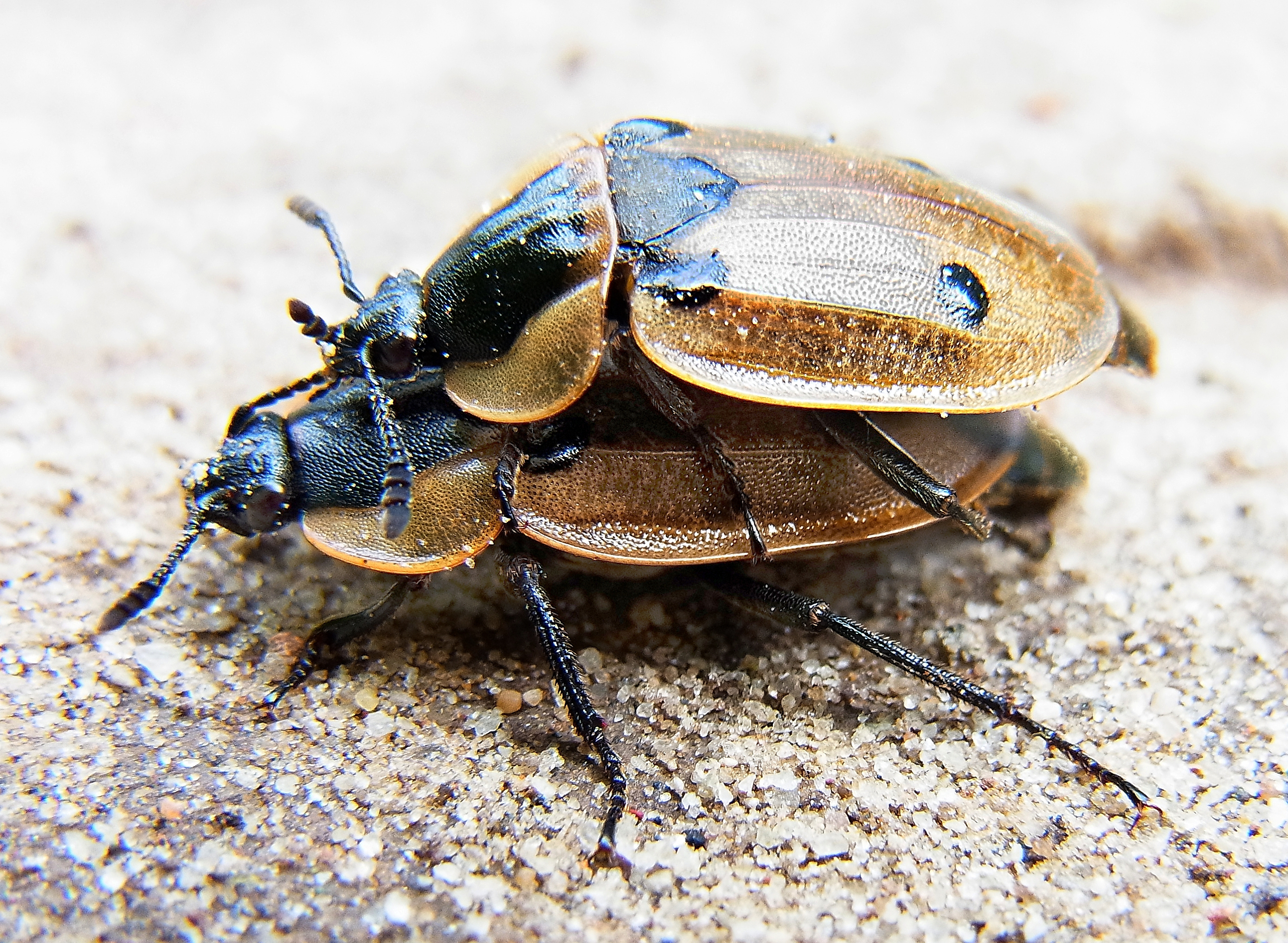
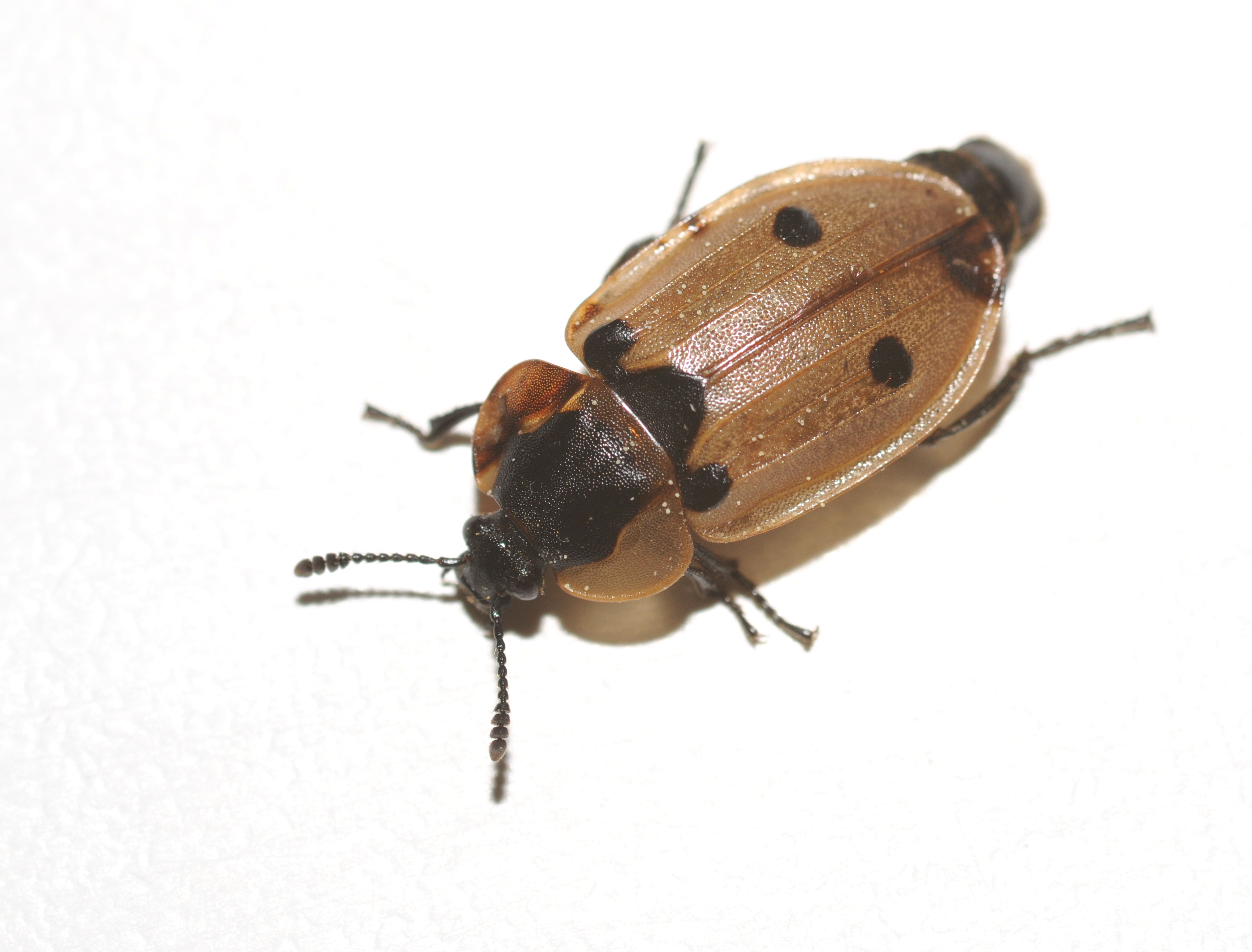
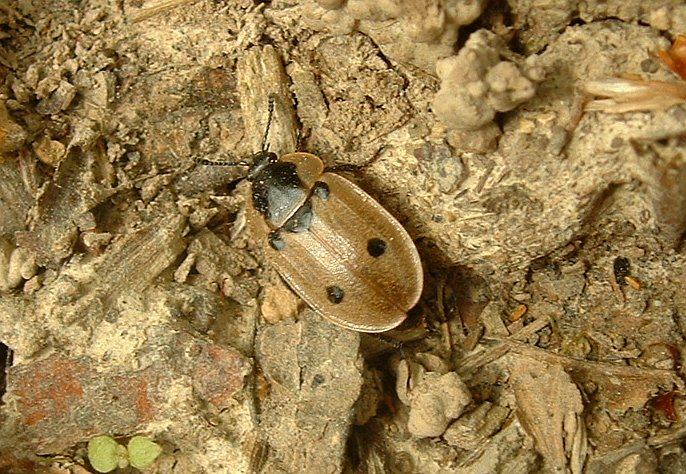